# António Carlos Ribeiro Campos
António Carlos Ribeiro Campos (ur. 4 lipca 1938 w Oliveira do Hospital) – portugalski polityk, samorządowiec i inżynier, wieloletni parlamentarzysta krajowy, poseł do Parlamentu Europejskiego (od 1994 do 2004).

## Życiorys
Z wykształcenia inżynier rolnictwa. Pracował jako inspektor, później jako menedżer w przedsiębiorstwie przemysłu spożywczego.
W 1973 znalazł się wśród założycieli Partii Socjalistycznej. Przez blisko 25 lat był członkiem organów wykonawczych tego ugrupowania. W latach 1975–1976 przewodniczył radzie komitetu administracyjnego miasta Oliveira do Hospital.
W 1975 wszedł w skład zgromadzenia konstytucyjnego. Od 1976 do 1995 był deputowanym do Zgromadzenia Republiki I, II, III, IV, V i VI kadencji. Od 1983 do 1985 pełnił funkcję asystenta sekretarza stanu przy portugalskim premierze.
W wyborach w 1994 i w 1999 uzyskiwał mandat posła do Parlamentu Europejskiego IV i V kadencji. Należał do grupy socjalistycznej, pracował m.in. w Komisji Rolnictwa i Rozwoju Obszarów Wiejskich. W PE zasiadał do 2004.